# ウマヅラコウモリ
ウマヅラコウモリ（学名：Hypsignathus monstrosus、英名：Hammer-headed Bat、hammer-headed fruit bat、big-lipped bat、hammerhead bat）は、オオコウモリ科に分類されるコウモリの一種。ウマヅラコウモリ属 (学名：Hypsignathus) は単型。本種を含めた5属でEpomophorini族を構成する。西アフリカと中央アフリカに分布し、アフリカ大陸最大のコウモリであり、翼開長1 mに達し、雄は雌の二倍の大きさになる。雄と雌は外見も大きく異なり、コウモリの中でも性的二形が大きい。これらの違いは、雄が声を増幅するためであり、雄の喉頭は雌の三倍の大きさで、顔に大きな共鳴室がある。和名の由来は、雄の顔がウマに似ていることから。雌は典型的なオオコウモリと同じで、キツネのような顔をしている。
ウマヅラコウモリは果食性で、イチジク、バナナ、マンゴーなど様々な果物を食べるが、肉食の例もいくつか報告されている。雌は果物を探すために一定のルートを移動する傾向があるのに対し、雄はより良い果物を探すために、長い距離を移動する。夜に餌を探し、日中は木のねぐらで眠る。個体は単独または小さな群れで眠る。性別に基づいて棲み分ける他の多くのコウモリとは異なり、雌雄は日中一緒に眠る。毎年乾季に2回の交尾期がある。雄がレック（集団求婚場）に集まる「レック繁殖」または「レック・システム」と呼ばれる配偶システムを持つ唯一のコウモリであると考えられており、本種の場合、川沿いなどの細長い土地がレックとなる。そこで雄は雌を引き付けるために大きな鳴き声を上げる。雌はレックを訪れ、交尾する雄を選ぶ。成功率の高い6%の雄が、交尾の79%に関与している。幼獣は5 - 6ヶ月後に生まれ、通常は一匹だが、双子の記録もある。ウマヅラコウモリの天敵はよく知られていないが、タカが天敵となる可能性がある。成体はハエやダニなどの寄生虫によく寄生されている。
ウマヅラコウモリは果実食で、夜間に非常に大きな鳴き声をあげることから、害獣とみなされることがある。ナイジェリアとコンゴ民主共和国では、ブッシュミートとして消費されている。エボラウイルスの潜在的な保有生物として調査されており、数頭がウイルスに対する抗体検査で陽性反応を示している。生息範囲が広く、個体数もおそらく多いことから、保全の懸念がある種とはみなされていない。

## 分類と名称
1861年、アメリカの科学者ハリソン・アレン (Harrison Allen) が新種として記載した。アレンは、この種を新たに創設した属 Hypsignathus に分類した。ホロタイプは、フランス系アメリカ人の動物学者であるポール・デュ・シャイユがガボンで採集した。属名は、古代ギリシャ語の「húpsos (高い)」と「gnáthos (顎)」に由来する。動物学者のセオドア・パーマー (Theodore S. Palmer) は、アレンが Hypsignathus という名前を選んだのは、この種の「深くアーチ状の口」を示すためではないかと推測した。種小名 monstrosus は、ラテン語で「怪物のよう」という意味である。
2011年の研究では、ウマヅラコウモリがEpomophorini族の最も基底的な種であることが判明した。Epomophorini族には、オナシケンショウコウモリ属、フェルトカンプコフルーツコウモリ、ケンショウコウモリ属、コケンショウフルーツコウモリ属も含まれる。当初、アレンはウマヅラコウモリをPteropodinae亜科に分類した。しかし、1997年にはEpomophorinae亜科として認識された。一部の分類学者は、Epomophorinaeを有効な亜科として認識せず、Epomophoriniを含むその分類群をRousettinaeに含めている。

## 形態

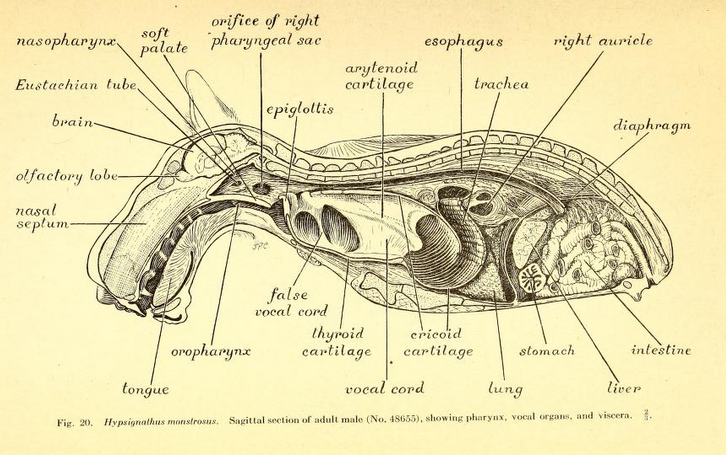
内臓の図。特徴的な声帯を持つ

ウマヅラコウモリはアフリカ大陸で最大のコウモリである。雄の翼開長は最大90.1 cmに達し、前腕の長さは通常112 mmを超える。顕著な性的二形があり、雄は雌の最大2倍の重量がある。雄の平均体重は420 g、雌は234 gである。その他の両性の違いは彼らの行動に関係しており、雄は大きなブーブーという鳴き声を出す。そのため、雄の喉頭は雌の約3倍の大きさで、胸腔の大部分を貫通し、背骨の半分の長さになる。喉頭は非常に大きいため、心臓、肺、消化管などの他の臓器を圧迫している。また雄には、音量を上げるための共鳴室もある。これらの共鳴室は、鼻先にある大きな副鼻腔につながっている咽頭気嚢である。これらの多数の適応により、科学者のハーバート・ラングとジェームズ・チャピンは「他のどの哺乳類にも、これほど完全に音声器官に従属しているものはない」と述べた。
雄は全体的に箱型の馬に似た頭と巨大な唇を持ち、雌はより狭い鼻を持ち、キツネのような顔をしている。雌雄ともに濃い茶色の毛皮を持ち、首の側面と後ろは色が淡い。耳の付け根には白い毛皮の斑点があるが、不明瞭な場合もある。毛は長く滑らかだが、首回りはやや羊毛のような質感である。三角形の耳は黒褐色で、目は非常に大きい。歯式は{\displaystyle {\tfrac {2.1.2.1}{2.1.3.2}}}で、歯は全部で28本。ごく稀に、口の両側に上顎小臼歯が1本ずつ追加で生えている個体が発見され、その場合は歯は全部で30本になる。頭蓋骨はアフリカの他のどのコウモリよりも大きく頑丈で、顕著で巨大な鼻先を持つ。舌は大きくて力強く、先端は広がって三叉になっている。舌には果物から汁を搾るのに使われる後ろ向きの乳頭がある。
翼は低アスペクト比、すなわち翼面積に比べて翼幅が小さいことが特徴的である。翼面荷重は非常に高く、翼面積に比べて体重が大きい。翼は黒褐色である。親指の長さは約128 - 137 mmである。翼は後肢の第2趾に付着する。尾は持たない。
典型的な哺乳類では、雌は2本のX染色体を持ち、雄はX染色体とY染色体をそれぞれ1本ずつ持つが、ウマヅラコウモリの場合、雄はX染色体を1本持ち、Y染色体は持たないXO型である。雌は36本の染色体（常染色体34本と性染色体2本）を持ち、雄は35本の染色体（常染色体34本だが性染色体は1本のみ）を持つ。これは、ケンショウコウモリ属やオナシケンショウコウモリ属を含む他のいくつかのコウモリにも見られる。

## 生態

### 食事と採餌

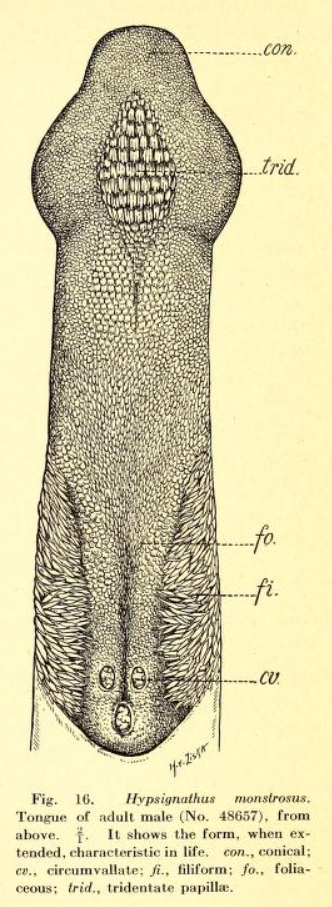
先端が3つに別れた強力な舌は果汁を吸うために使われる

ウマヅラコウモリは果実食である。イチジク属が食事の大半を占めるが、マンゴー、バナナ、グアバも食べる。果物を食べるだけでは、タンパク質の不足が生じる。しかし昆虫食の種に比べて腸が長いことで、これを補っていると考えられている。
雌雄では餌の探し方が異なる。雌（と若雄）はたとえ餌の質が低くても、確実で予測可能な餌源がある決まったルートを移動する。対照的に、雄は餌が豊富な場所を探し、特に良い餌場にたどり着くまで10kmも移動する。雄が探し回る場所はそれが利用可能な期間は短い一方1回の飛行で大量の果実が得られ、この行動はおそらく雄が繁殖期ディスプレイに多量の余分なエネルギーを費やすことに関係している可能性がある。適当な果物を見つけると、そのまま木で食べるか、果物を摘み取って別の場所に持って行って食べる。果物を噛み、果汁と柔らかい果肉を飲み込み、残りを吐き出す。グアノには通常、摂取した果物の種子が含まれているため、重要な種子散布者である可能性がある。Van Deusan（1968）は、ウマヅラコウモリが鶏を襲って血を吸い、肉を漁るといった肉食行動を示すと報告している。

### 繁殖

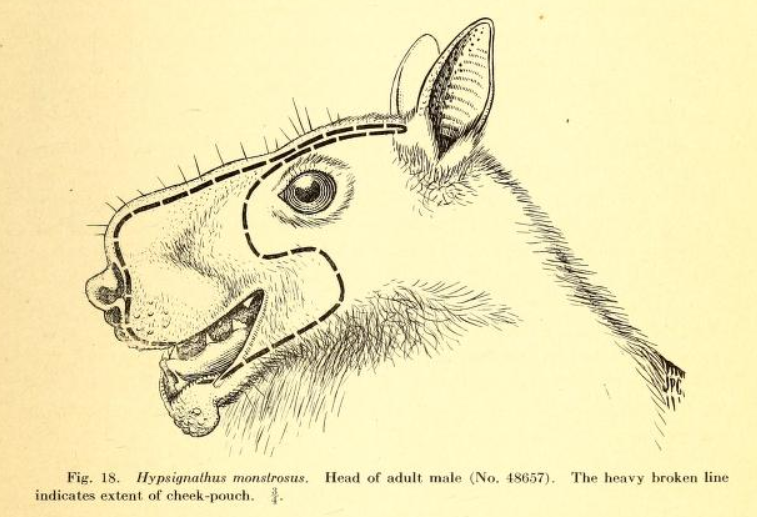
雄は大きな共鳴室を持つ(破線内)

ウマヅラコウモリの繁殖については不明な点が多い。一部の個体群では、乾季が訪れる半年ごとに年2回繁殖が行われると考えられている。乾季は地域によって異なるが、一般的に最初の繁殖期は6月から8月、2回目の繁殖期は12月から2月である。雌は1年に2回まで妊娠し、5 - 6ヶ月後に1匹の子を出産するが、双子の報告もある。出生時の体重は約40 gである。レックを持つ多くの種は一般的に雄の成熟が遅いが、本種もその例に漏れず雌は雄よりも早く性成熟し、6ヶ月で繁殖できる。雌は生後9ヶ月で成獣の大きさに達する。対照的に、雄は18ヶ月まで性成熟しない。生後1年間は雌雄のサイズはほぼ同じである。雌の発情は出産直後（分娩後発情）であり、多くの雌がその前の乾期に妊娠して産まれたばかりの新生児を伴って新たな交尾に飛来する。
この種は古典的なレック繁殖の例としてよく挙げられ、おそらくそのような繁殖システムをもつ唯一のコウモリである。古典的なレックは4つの基準によって定義される。
- 雄はレックと呼ばれる特定の地域に集まり、そこでディスプレイ用の縄張りを確立する。
- ディスプレイ用の縄張りは、雄との出会い以外に雌に有益な資源を提供しない。
- 配偶者の選択は雌の決定次第であり、交尾はすべてレックで行われる。
- 雄は雌の子育てを手伝わない。

雄は1 - 3ヶ月続く交尾期に小川や川床に沿ってレックを形成する。レックの範囲は幅約40 m、長さ400 - 1,600 mで、この範囲内に20 - 135匹の雄が集まる。雄はそれぞれ直径約10 mの縄張りを主張し、枝にぶら下がりながら繰り返し鳴き声を上げ、羽ばたく。通常、1分間に60 - 120回の鳴き声を出す。雄は餌を探す前に約4時間ディスプレイを行い、レック活動のピークは夕方から夜明け前である。夕方のピーク時に交尾の大部分が行われる。雌はレック内を飛び回り、雄の隣の枝に止まって雄を選ぶ。選ばれた雄は「スタッカート・ブザー」という鳴き声を発し、その後すぐに交尾が始まる。交尾は30 - 60秒間続く。交尾後、雌はすぐにその場を離れ、雄は再びディスプレイを始める。群れの中心にいる雄は最も成功率が高く、交尾の大部分を占めている。上位6%の雄が総交尾数の79%を占めている。夜明け前の活動のピーク時には交尾の頻度が低くなり、雄は良い位置を巡って互いに争うのに時間を費やす。交尾期が進むにつれて、夜明け前のピークの重要性は低下する。西アフリカのいくつかの個体群はレックを形成せず、代わりに一夫多妻制をとる。

### 行動

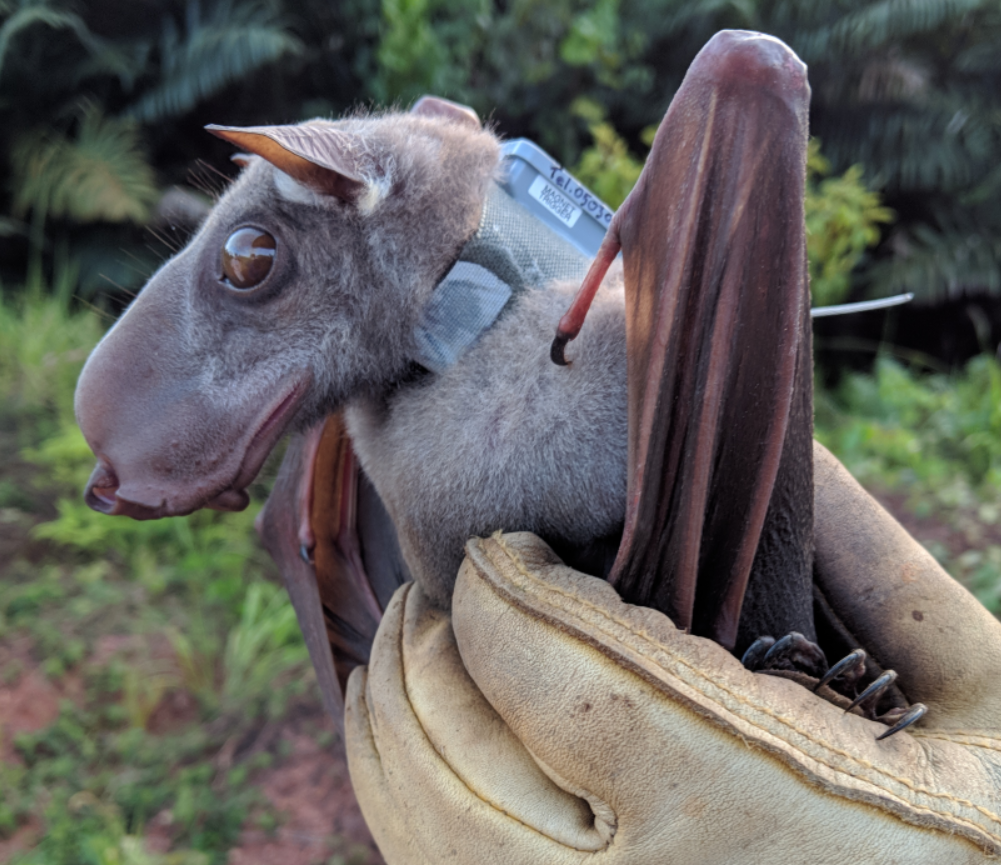
GPSを付けられた雄

日中は樹上をねぐらとし、通常は森林の樹冠の地上20 - 30 mの高さにある。ねぐらには様々な樹木が使われるが、特定の種を好んで使うわけではない。ねぐらに対する依存性は低く、5 - 9日後には新しい場所に移動する。捕食者から身を隠すためにカモフラージュに頼る。単独行動と社会行動が混在する。雌雄の個体が単独でねぐらに留まっているのがよく見られるが、4匹程度の小集団でねぐらに留まることもある。時には、最大で25匹の集団が記録されていることもある。他のコウモリが性別に基づいて棲み分けるのとは異なり、集団は性別と年齢が混在している。ねぐらにいる間、群れの個体はおよそ10 - 15cm離れており、雄は周辺に、雌は中心近くにいる。日中の大半は、翼で鼻を覆って眠る。同じ群れの個体同士の交流はほとんど無く、鳴き交わしや相互グルーミングをすることは無い。その代わり、日没時に個々で自分をグルーミングし、独立して餌を探しに出発する。

### 天敵と寄生虫
天敵はよく知られていないが、オナガオオタカ (Urotriorchis macrourus) などの鳥類が含まれる可能性がある。寄生虫の種類も多様で、クモバエ科の Dipseliopoda arcuata、コウモリダニ科の Ancystropus aethiopicus、GastronyssidaeのMycteronyssus polli、TeinocoptidaeのTeinocopties auricularis などの外部寄生虫が含まれる。体内では、肝臓で Hepatocystis carpenteri の影響を受けることが知られている。成虫は一般に寄生虫の宿主となっている。

## 分布と生息地
ウマヅラコウモリは低地の種で、海抜1,800 m以下の低地に生息する。低地熱帯雨林、湿地林、河川沿いの森林、森林と草原のモザイクを含む熱帯雨林に生息する。サバンナでも稀に記録されているが、迷い込んだものと推測される。西アフリカと中部アフリカに広く分布しており、アンゴラ、ベナン、ブルキナファソ、カメルーン、中央アフリカ共和国、コンゴ共和国、コンゴ民主共和国、コートジボワール、赤道ギニア、エチオピア、ガボン、ガーナ、ギニア、ギニアビサウ、ケニア、リベリア、ナイジェリア、シエラレオネ、スーダン、トーゴ、ウガンダで記録がある。

## 人との関わり

### 人への害と食用
果実食性の種であるウマヅラコウモリは、果物の害獣とみなされることがある。非常に大きな声で鳴くため、アフリカでもっとも重要な夜行性の害獣とみなす者もいる。人間はウマヅラコウモリを狩り、ブッシュミートとして食べる。ナイジェリアでは食用となり、コンゴ民主共和国でも季節的に食べられる。

### 病気
ウマヅラコウモリは、エボラウイルスの潜在的な宿主として調査されてきた。一部の個体はウイルスの血清陽性反応を示し、ウイルス自体は検出されなかったものの、ウイルスに対する抗体を持っていたことを意味する。さらに、ウイルスに関連する核酸配列がその組織から分離されている。しかし、2019年現在、エボラウイルスの自然宿主はまだ不明である。ウマヅラコウモリのような大型コウモリは、他の潜在的なエボラウイルス宿主と比較して過剰にサンプル採取される傾向があるため、不当な注目を浴びている可能性があり、2015年現在、エボラウイルスの発生においてコウモリハンターや研究者がインデックス・ケースになったことは知られていない。

### 保全
ウマヅラコウモリはIUCNのレッドリストによって低危険種と評価されている。生息範囲が広く、個体数が多いと推定され、急激な個体数減少は見られないからである。飼育下では一般的ではないが、2020年現在、ポーランドのヴロツワフ動物園で飼育されており、1970年代から1980年代にはブロンクス動物園やサンディエゴ動物園で飼育されていた。飼育下では、特に雄は、移動したり新しい囲いに入れられたりした場合に、ストレス関連の病気にかかりやすい。